# Olivella exilis
Olivella exilis is een slakkensoort uit de familie van de Olividae. De wetenschappelijke naam van de soort is voor het eerst geldig gepubliceerd in 1868 door Marrat.